# The Hole (1962)
The Hole ist ein US-amerikanischer animierter Kurzfilm von John Hubley aus dem Jahr 1962.

## Handlung
Zwei Bauarbeiter, gesprochen von Dizzy Gillespie und George Mathews, arbeiten auf einer Baustelle in einem Loch unter Tage. Beide unterhalten sich. Gillespie erzählt, dass seine Frau, sollte er jetzt sterben, jedes Jahr zum Geburtstag ein bereits vorgeschriebenes Telegramm mit Geld von der Western Union erhalten würde. Die Gedanken wandern weiter zum letzten Abwasch, bei dem Gillespie ein Glas fallen ließ und seine Frau ihm vorwarf, unkonzentriert gewesen zu sein – Mathews meint, er habe sowieso nicht abwaschen wollen und daher das Glas fallengelassen.
Es kommt zu politischen Auseinandersetzungen: Ist Gillespie die Regierung, weil es in der Verfassung heißt Wir, die Einwohner der Vereinigten Staaten? Es folgt eine kurze Auseinandersetzung um den Führerschein und das Tanzen – Mathews tanzt gern Foxtrott und Walzer. Beide befürchten, irgendwann könne eine vom Kran angehobene, schwere Platte in das Loch hinunterstürzen. Es folgt eine Betrachtung über Unfälle und Mathews These, dass 99 % aller Unfälle geschehen, weil die Menschen es darauf absehen. Sie geraten darüber in Streit, was passieren würde, wenn ein Stück der Venus auf die Erde fiele und auf dem Radar nicht deutlich wird, was angreift – ob ein nuklearer Krieg ausbräche?
Gillespie bringt ein Beispiel für Macht: Wenn er mit einer Pistole in der Tasche herumliefe und ein großer Mann ihm auf den Fuß träte, würde er ihn trotz einer Entschuldigung provozieren. Hätte er keine Pistole, ginge er einfach weiter, ohne auf eine Entschuldigung zu warten. Mathews bestellt Kaffee und die Rede kommt aufs Übergewichtig-Sein. Was wäre, wenn ein Übergewichtiger an der Schaltstelle säße, die die abgefeuerten Nuklearraketen zurückholen könnte, und er wegen seines Gewichts einen Herzinfarkt erleidet oder ohnmächtig wird, bevor er den Rückholknopf drücken kann?
Mitten in die Auseinandersetzung fällt ein lauter Knall, als ein schwerer Gegenstand von der Kranplatte fällt und in den Boden einschlägt. Beide Männer kommen kurz an die Erdoberfläche und kehren danach in das Loch zurück.

## Produktion
The Hole entstand auf Basis eines improvisierten Dialogs von Dizzy Gillespie und Schauspieler George Mathews. Die Dialoge werden durch Bohrhammer-Geräusche unterbrochen und zum Teil gegliedert.
John und Faith Hubley waren bekannt für ihre Cartoons, die um improvisierte Dialoge herum entstanden. Bereits 1960 hatten sie für Moonbird, basierend auf einem improvisierten Dialog ihrer Söhne, einen Oscar erhalten.
The Hole wurde von Bill Littlejohn und Gary Mooney animiert.

## Auszeichnungen
The Hole gewann 1963 den Oscar in der Kategorie „Bester animierter Kurzfilm“. Im Jahr 2013 wurde der Film in das National Film Registry aufgenommen.